# Козачолопанська селищна рада
Коза́чоло́панська се́лищна ра́да — адміністративно-територіальна одиниця та орган місцевого самоврядування в Дергачівському районі Харківської області. Адміністративний центр — селище міського типу Козача Лопань.

## Загальні відомості
- Козачолопанська селищна рада утворена в 1938 році.
- Територія ради: 24,29 км²
- Населення ради: 7 026 осіб (станом на 2001 рік)
- Територією ради протікає річка Лопань.

## Населені пункти
Селищній раді підпорядковані населені пункти:
- смт Козача Лопань
- с-ще Ветеринарне
- с. Гранів
- с. Нова Козача
- с. Шевченка

## Склад ради
Рада складається з 30 депутатів та голови.
- Староста: Вакуленко Людмила Михайлівна
- Секретар ради: Бєльска Ярослава Миколаївна

### Керівний склад попередніх скликань
| Прізвище, ім'я, по батькові     | Основні відомості                                                        | Дата обрання | Дата звільнення |
| ------------------------------- | ------------------------------------------------------------------------ | ------------ | --------------- |
| Жигалін Микола Михайлович       | Селищний голова, 1951 року народження, безпартійний                      | 26.03.2006   | 31.10.2010      |
| Задоренко Вячеслав Валентинович | Селищний голова, 1979 року народження, освіта вища, член Партії регіонів | 31.10.2010   |                 |

Примітка: таблиця складена за даними сайту Верховної Ради України

### Депутати
За результатами місцевих виборів 2010 року депутатами ради стали:

#### За суб'єктами висування
| Суб'єкт висування    | Кількість обраних депутатів | %  |
| -------------------- | --------------------------- | -- |
| Самовисування        | 18                          | 60 |
| Партія регіонів      | 9                           | 30 |
| Партія «Відродження» | 3                           | 10 |

#### За округами
| № округу             | Прізвище, ім'я, по батькові      | Дата визнання обраним | Освіта  | Партійна приналежність                        | Відомості про обраного депутата                                                                                    |
| -------------------- | -------------------------------- | --------------------- | ------- | --------------------------------------------- | --- |
| Партія «ВІДРОДЖЕННЯ» |                                  |                       |         |                                               | |
| 11                   | Світличний Володимир Федорович   | 01.11.2010            | середня | член Партії «ВІДРОДЖЕННЯ»                     | Харківська дистанція сигналізації та зв язку, електромеханік                                                       |
| 14                   | Нагорна Олена Володимирівна      | 01.11.2010            | вища    | позапартійна                                  | Харківська дирекція залізничних перевезень, начальник станції козача Лопань                                        |
| 25                   | Добродомова Наталія Миколаївна   | 01.11.2010            | вища    | член Партії «ВІДРОДЖЕННЯ»                     | Харківська дирекція залізничних перевезень, чергова по залізничній станції                                         |
| Партія регіонів      |                                  |                       |         |                                               | |
| 2                    | Гученко Світлана Євгенівна       | 01.11.2010            | вища    | член Партії регіонів                          | Козачолопанське відделеня ЗАТ Дергачі Агро, завідуча                                                               |
| 8                    | Дзіговський Олексій Дмитрович    | 01.11.2010            | вища    | член Партії регіонів                          | Управління праці та соціального захисту населення Дергачівської районної державної адміністрації, перший заступник |
| 9                    | Котенко Євген Генадійович        | 01.11.2010            | вища    | член Партії регіонів                          | Українська екологічна страхова компанія, страховий агент                                                           |
| 12                   | Крамарчук Сергій Олександрович   | 01.11.2010            | вища    | член Партії регіонів                          | АВР Дергачівської філії «Харківгаз», майстер                                                                       |
| 16                   | Лагута Олексій Олексійович       | 01.11.2010            | середня | член Партії регіонів                          | пенсіонер |
| 19                   | Горбась Сергій Васильович        | 01.11.2010            | вища    | член Партії регіонів                          | Козачолопанська амбулаторія загальної практики сімейної медицини, головний лікар                                   |
| 21                   | Лохматова Тетяна Володимирівна   | 01.11.2010            | середня | член Партії регіонів                          | приватний підприємець                                                                                              |
| 26                   | Дигало Марина Миколаївна         | 01.11.2010            | вища    | член Партії регіонів                          | козачолопанська загальноосвітня школа І-ІІІст., педагог організатор                                                |
| 29                   | Бардак Олександр Миколайович     | 01.11.2010            | середня | член Партії регіонів                          | Козачолопанський СВМ Дергачівського РВ УМВС України в Харківській обл., слюсар                                     |
| Самовисування        |                                  |                       |         |                                               | |
| 1                    | Філатов Сергій Вікторович        | 01.11.2010            | вища    | член Партії регіонів                          | Козачолопанська селищна рада, заступник селищного голови                                                           |
| 3                    | Жорняк Наталія Кузьмівна         | 01.11.2010            | вища    | член Партії регіонів                          | козачолопанська загальноосвітня школа І-ІІІст., вчитель початкових класів                                          |
| 4                    | Лобойко Лариса Вікторівна        | 01.11.2010            | вища    | член Партії регіонів                          | тимчасово не працює                                                                                                |
| 5                    | Макаров Леонід Володимирович     | 01.11.2010            | вища    | позапартійний                                 | ПП Іванівський мясокомбінат, директор                                                                              |
| 6                    | Чірко Любов Миколаївна           | 01.11.2010            | вища    | член Партії регіонів                          | Козачолопанська селищна рада, секретар                                                                             |
| 7                    | Іванча Володимир Михайлович      | 01.11.2010            | вища    | позапартійний                                 | Служба вагоного господарства Південної залізниці, провідний інженер                                                |
| 10                   | Вакуленко Людмила Михайлівна     | 01.11.2010            | вища    | позапартійна                                  | козачолопанська загальноосвітня школа І-ІІІст., вчитель початкових класів                                          |
| 13                   | Сєрватовський Руслан Миколайович | 01.11.2010            | середня | позапартійний                                 | Харківський метрополітен, машиніст електропоїзда                                                                   |
| 15                   | Борщ Дмитро Вікторович           | 01.11.2010            | вища    | член Всеукраїнського об'єднання «Батьківщина» | тимчасово не працює                                                                                                |
| 17                   | Котенко Віталій Сергійович       | 01.11.2010            | вища    | позапартійний                                 | Харківська дистанція сигналізації та зв язку, електромеханік                                                       |
| 18                   | Чихічин Володимир Миколайович    | 01.11.2010            | середня | позапартійний                                 | тимчасово не працює                                                                                                |
| 20                   | Поваляєв Юрій Валерійович        | 01.11.2010            | середня | член Партії регіонів                          | Козачолопанська селищна рада, начальник військового облікового столу                                               |
| 22                   | Сємєйкін Віктор Михайлович       | 01.11.2010            | середня | позапартійний                                 | Окремий пост Державної пожежної охорони, водій                                                                     |
| 23                   | Харченко Анатолій Миколайович    | 01.11.2010            | середня | член Партії регіонів                          | Харківська КЕЧ, слюсар                                                                                             |
| 24                   | Котенко Олександр Васильович     | 01.11.2010            | вища    | член Партії регіонів                          | приватний підприємець                                                                                              |
| 27                   | Онопрієнко Вадим Григорович      | 01.11.2010            | середня | позапартійний                                 | тимчасово не працює                                                                                                |
| 28                   | Свічкар Жанна Омарівна           | 01.11.2010            | вища    | член Партії регіонів                          | Козачолопанська селищна рада, касир-рахівник                                                                       |
| 30                   | Амзоєв Отарі Аліханович          | 01.11.2010            | вища    | член Партії регіонів                          | ТОВ Харківтрансбут, диспетчер                                                                                      |